# كلوروهيدرات الألومنيوم

 كلوروهيدرات ألمنيوم هي مجموعة من أملاح لها الصيغة العامة AlnCl(3n-m)(OH)m، تستعمل في مزيلات الرائحة.

## البنية
يعد مركب كلوروهيدرات الألومنيوم من المتماثرات اللاعضوية (بوليمرات) والتي من الصعب تحديد بنيتها. إلا أنه مؤخرا توصلت مجموعات بحث علمية من بينها نازار ولادن  إلى أن البنية تعتمد على وحدات Al13 وذلك حسب ترتيب أيون كيغن.

## التحضير
يحضر مركب كلوروهيدرات الألومنيوم تجاريا من تفاعل الألومنيوم مع حمض الهيدروكلوريك.

## الاستخدامات
- يستخدم بشكل أساسي في مزيلات الرائحة.
- يستخدم كلوروهيدرات الألومنيوم في تكرير المياه كمادة معوّمة (تطويف)، حيث تسمى غالباً بولي كلوريد الألومنيوم. ويتم تفضيله نظرا لإمكانية قيمة الأس الهيدروجيني pH إلى قيمة محددة وذلك بتغيير قيمة كل من m و n في الصيغة البنيوية